# Maikop-Kultur

Verbreitungsgebiet der Maikop-Kultur

Die Maikop-Kultur (russisch Майко́п, IPA: mai.kɔp, wissenschaftliche Umschrift Majkop) ist eine frühbronzezeitliche Kultur, deren Hinterlassenschaften auf dem Gebiet des heutigen Südrusslands und im nordwestlichen Kaukasus gefunden wurden. 
Sie wird je nach Autor unterschiedlich datiert: 4000 und 3200 v. Chr sowie zwischen 3800/3600 und 3000 v. Chr. Namensgebender Fundort ist die Stadt Maikop, wo 1897 ein großer Kurgan ausgegraben wurde.

## Wirtschaft
Das Wollschaf ist durch Textilfunde nachgewiesen.
Viele Grabfunde belegen den Gebrauch des Wagens, möglicherweise unter dem Einfluss von Uruk. Eine Bestätigung dieser Annahme durch Funde mesopotamischer Wagen steht bisher aus, während die ältesten echten Räder tatsächlich nur wenig nördlich des Majkopgebietes gefunden wurden.

## Sozialstruktur
Extrem reiche Gräber weisen auf soziale Differenzierung hin. Meist wird angenommen, dass in der Maikop-Kultur Stämme mit Häuptlingen existierten. Anthony nimmt auch spezialisierte Händler an.

## Ursprung und kulturelle Kontakte
Vor allem zwei populationsgenetische Studien (Wang 2018, Anthony 2019) folgern, dass die Majkop-Bevölkerung aus der südkaukasischen Imeretien-Kultur stamme und über die kupferzeitliche (chalkolithische) Darkveti-Meshoko-Bauernkultur den Nordkaukasus erreichte. Maikop sei daher der „ideale archäologische Kandidat für die Begründer der nordwestlichen kaukasischen Sprachfamilie“.
Bereits Anthony (2007) verband die Maikop-Kultur mit der Nordausbreitung der mittleren Uruk-Kultur, die etwa in Arslantepe VII und Hacinebi B dokumentiert ist. Als Belege sieht er scheibengedrehte Keramik und Metallgegenstände vom mesopotamischen Typ, insbesondere im Kurgan von Maikop, an.
In der häckselgemagerten Keramik (englisch „Chaff-Faced-Ware“) gleich der in 'Amq F in der nördlichen Levante und Ovçular Tepesi in Nachitschewan (Leyla-Tepe-Kultur) sieht C. Marro den Beweis für einen südkaukasischen Ursprung der Maikop-Kultur.

## Forschungsgeschichte
Marija Gimbutas ordnete die Maikop-Kultur ihrer Kurgan-Kultur zu.